# Ел Джолсон
Ел Джолсон (англ. Al Jolson справжнє ім'я Аса Йоелсон; 26 травня 1886 — 23 жовтня 1950) — американський естрадний співак і кіноактор, який стояв біля витоків популярної музики США.

## Біографія
Народився в литовському містечку Середник і мав ім'я Аса Йоелсон. Джолсон не знав дати свого народження, оскільки в той час у цьому регіоні не велося обліку народжень, і він від при переїзді вказав свій приблизний рік народження — 1885. Незабаром його сім'я емігрувала в США, де батько Аси став рабином в одній з синагог Вашингтона. Написання прізвища було змінено на Джолсон. Під час Іспано-американської війни Ел з братом виступали з музичними ревю для солдатів діючої армії. У грудні 1911 року в продаж надійшла його перша платівка — точне число і обсяги продажів його платівок досі не встановлені.
На початку XX століття Джолсон розробив фірмові риси свого сценічного стилю: псевдооперну манеру виконання, експресивну жестикуляцію, невимушене спілкування з аудиторією, вкраплення художнього свисту. Обравши собі амплуа артиста менестрель-шоу, він на свої виступи виходив в гримі «блекфейс». Його гаслом була фраза: «Ви ще навіть нічого не чули!» («You is not heard nothin 'yet!»). До двадцятих років вся Америка говорила про харизму молодого виконавця; його дар встановити психологічний контакт з будь-якою аудиторією відзначав у своїх спогадах Чарлі Чаплін.

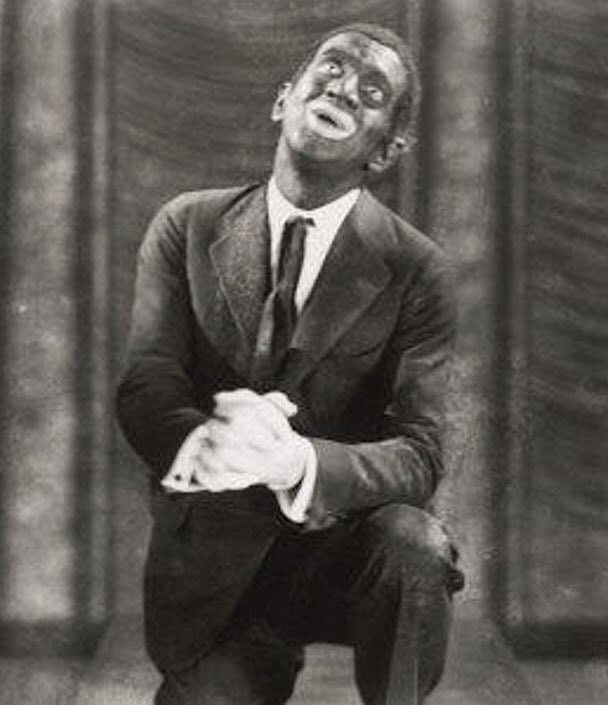
Ел Джолсон у «блекфейсі» в фільмі «Співак джазу»

У 1920-ті роки шоу і мюзикли Джолсона (деякі з них на музику Джорджа Гершвіна) славилися однією з головних родзинок нью-йоркського Бродвею. Його вистави — вперше в історії театру — переривалися вигуками захоплення з боку аудиторії, тривалість яких досягала сорока п'яти хвилин, а окремі пісні (такі як «Avalon») виконувалися надалі багатьма іншими артистами. Наприклад варто відзначити їх спільну роботу з юною іспанською співачкою Кончею Пікер.
У 1927 році Джолсону вдалося завоювати набагато ширшу аудиторію — він зіграв головну роль в фільмі «Співак джазу» — першому звуковому фільмі, який за касовими зборами обійшов кращі зразки німого кіно. Попри назву стрічки, до джазу джолсонівська манера співу мала дуже опосередкований стосунок — джерелом його натхнення був водевіль рубежу століть. З 1928 по 1940 рік Ел Джолсон був одружений з акторкою Рубі Кілер.
У тридцяті роки виступи з зачорненим гримом обличчям вийшли з моди: прихильників цієї техніки звинувачували в латентному расизмі. Головним кумиром молоді 1930-х років був менш сентиментальний і мелодраматичний Бінг Кросбі. 1940 року старіючий Джолсон пішов з бродвейських підмостків працювати на радіо. У роки війни він частенько їздив на фронт і виступав перед солдатами з метою підйому бойового духу. Під кінець війни співак захворів на малярію і повинен був припинити фронтові гастролі.
Джолсон був одним з найбільш вікових виконавців, що їздили на фронт співати для солдатів під час Другої світової війни. До початку вступу США у війну Джолсон було 55 років. Крім того, він один з небагатьох американських артистів, які виступали на заходах військових концертів в обох світових війнах.
Попри спад популярності, Джолсону вдалося привернути увагу молодого покоління американців, коли в 1946 році на екрани вийшов музичний байопік «Історія Джолсона», присвячений його життю і творчості. Виконавець ролі Джолсона в цьому фільмі був представлений до премії «Оскар». Незабаром вийшло й продовження — фільм «Джолсон знову співає» з'явився на екранах в 1949 році.
У 1950 році Джолсон помер від обширного серцевого нападу. На Голлівудській «Алеї слави» є три зірки в пам'ять про «найбільшого естрадного артиста світу», як величала Джолсона американська преса. За внесок в розвиток індустрії кіно — 6600, за внесок в розвиток індустрії радіо — 6700, і за внесок у розвиток індустрії музики — 1700.